# 박재봉

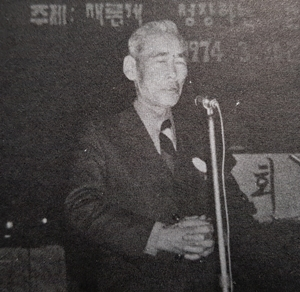
박재봉 목사가 부흥회를 집회하고 있다. 1974년 3월 21일

박재봉(朴在奉, 1904년 6월 14일 - 1992년 )은 대한민국의 목사요 감리교의 대표적인 부흥사였으며 호는 심언(心言)이다.

## 생애
강원도 김화군 김성면 방축리 99번지에서 목수 겸 농부이면서 천도교 철원지주 접장을 했던 박창숙씨의 장남으로 출생했다.
1938년 7월 3일 목사안수를 받았다. 그의 첫 목회지는 강원도 홍천교회였다. 그는 이용도 목사 그리고 이성봉 목사와 더불어서 해방전부터 유명한 부흥사였다. 그는 오늘날 부흥사처럼 안찰 기도를 하지 않고 병자들의이름과 병명을 적어달라고 하여 집회도중에 자신이 시간을 정하여 특별기도를 하는 중에 기도가 이루어지고 불쌍한 생각이 드는 환자가 치유되는 경우가 많았다고 한다. 숭신교회의 노윤석 목사의 설교에 따르면 박재봉 목사는 남대문교회의 새벽집회에서 강력한 기도를 한후에 병고침은 자신이 아니라 하나님이 하셨다라는 것을 매우 강하게 강조하였다고 한다. 하지만 기도로  병고침을 받은 사람들이 후에 신앙생활을 바르게하지 않은 것을 알고 치유사역을 하지 않았다고 한다. 김신욱의 기록에 의하며 그는 기도의 능력뿐만아니라 환상설교를 하며 예언의 능력도 있었다고 주장된다. 여러 은사가 있음에도 불구하고 그는 부흥집회에서 성경을 더 많이 강조한 부흥사였다. 그의 형제들은 모두 목회자가 되었다. 첫째가 부흥사 박재봉 목사, 둘째가 박재근 목사, 셋째 박재곤 목사, 넷째가 음악전공을 했던 박재훈 목사다. 그는 1552개처에서 집회를 인도했고, 5만 2천여회의 설교와 8천 800명에게 신유이적을 행했다. 그는 노령에 부산에 있는 대한기독교감리회 해운대교회에서 사역하면서 후배신학생을 많이 양성하였고 극히 청빈한 생활을 하였다. 이용도·이성봉·조경우 등과 함께 해방 직후에 무너진 감리교를 다시 세우는 부흥사로 유명하였다.

## 같이 보기
- 길선주
- 이용도
- 신비주의

## 참고 문헌
- 김해연, 한국교회사 (1993)
- 교회사대사전 (서울:기독지혜사:1994)
- 손동욱, "박재봉의 생애와 사상 연구 (A Study on the Ministry and Idea of Revivalist Park Jae Bong)" 호서대학교 박사학위, 2009년
- 최재건, 신유의 부흥사 박재봉 목사